# باول إيميريك
باول إيميريك (بالإنجليزية: Paul Emerick) هو لاعب اتحاد الرغبي أمريكي، ولد في 24 يناير 1980 في إميستسبيرغ في الولايات المتحدة.

## وصلات خارجية
- باول إيميريك على موقع دوري الرغبي الممتاز (الإنجليزية)
- باول إيميريك على موقع سلسلة سباعيات الرغبي العالمية - رجال (الإنجليزية)
- باول إيميريك عل موقع إسبنسكروم (الإنجليزية)
- باول إيميريك على موقع ItsRugby.co.uk (الإنجليزية)